# TTT Limited
TTT Limited, precedentemente Trinidad and Tobago Television Company, International Communications Network e National Broadcasting Network, è l'ente televisivo pubblico di Trinidad e Tobago. Trasmette da Port of Spain in inglese. TTT è stato l'unico operatore televisivo di Trinidad e Tobago dal 1962 al 1991.

## Storia
Trinidad and Tobago Television fu creata a inizio anni sessanta dall'uomo d'affari canadese Roy Thomson, proprietario di Thomson Organization. Trinidad and Tobago Television Company era inizialmente una partnership tra Thompson Organization (50%), British Rediffusion (30%), CBS (10%) e il Governo di Trinidad e Tobago (10%).
Il lancio avvenne il 24 agosto 1962, una settimana prima che lo Stato di Trinidad e Tobago ottenesse la sua indipendenza dal Regno Unito, il 31 agosto 1962, all'interno del Commonwealth delle nazioni. I due canali su cui trasmetteva nel nuovo Stato delle isole gemelle erano i canali 2 e 13. Il 1º novembre 1962 TTT fu inaugurata formalmente dal ministro Patrick Solomon.
Il 1º novembre 1969 il Governo di Trinidad e Tobago acquisì le azioni della Thompson Organization e di British Rediffusion, trasformando l'azienda in una società a maggioranza statale.
Nel 1977 fu introdotta la TV a colori.
Nel 1983 Trinidad & Tobago Television Company aprì un secondo canale, Alternative Television, conosciuto anche come TTT Channels 9 e 14.
Il 27 luglio 1990 la sede dell'azienda fu presa d'assalto durante il tentato colpo di Stato da parte del gruppo estremista fondamentalista islamico Jamaat al Muslimeen. Diversi dipendenti furono tenuti in ostaggio, e i canali furono utilizzati per la propaganda da Jamaat al Muslimeen. Gli studi di Alternative Television furono distrutti e il canale cessò di trasmettere definitivamente dopo questo incidente.
Il 13 marzo 1994 Trinidad and Tobago Television Company fu fusa con la società pubblica di radiodiffusione National Broadcasting Service. La nuova azienda fu chiamata International Communications Network (ICN).
A febbraio 1997 il Governo di Trinidad e Tobago acquisì anche il canale AVM Television, che era in bancarotta e che fu fuso con ICN. AVM Television fu rinominata e rilanciata come The Information Channel.
Il 3 settembre 1999 la International Communications Network fu ristrutturata e rinominata National Broadcasting Network (NBN). I vecchi programmi di TTT furono passati su The Information Channel.
L'11 gennaio 2005 la nuova azienda statale Caribbean New Media Group Ltd (CNMG) fu incorporata come successore di National Broadcasting Network, che soffriva di perdite finanziarie. Il 14 gennaio successivo National Broadcasting Network fu chiusa per bancarotta e il canale Trinidad and Tobago Television cessò le sue trasmissioni alla mezzanotte. The Information Channel fu affittato alla National Carnival Commission divenendo NCC4.
Il 5 giugno 2006 CNMG TV, successivamente rinominata C-TV, fu lanciata formalmente come successore di TTT.
Dopo diversi anni senza trasmettere si riscontrò che TTT aveva ancora una forte identità come marchio tra il pubblico, pertanto il 24 agosto 2017 il Governo di Trinidad e Tobago annunciò che il canale pubblico C-TV sarebbe stato rinnovato e riportato al suo antico nome di TTT nel prossimo futuro e il 30 agosto 2018 TTT Limited fu rilanciata come nuova versione del passato gruppo mediatico CNMG dal Primo Ministro di Trinidad e Tobago Keith Rowley.
Il 18 febbraio 2019 la Filmmakers Collaborative (FILMCO) firmò un accordo di partnership per la distribuzione di programmi televisivi prodotti localmente.

## Programmi
La precedente incarnazione di TTT era conosciuta soprattutto per la sua programmazione locale e culturale: 
- Know Your Country
- At Home
- College Quiz
- It's in the News
- Time to Talk
- Turn of the Tide
- Teen Dance Party
- Party Time
- Play Your Cards Right
- Meet the Press
- Mainly for Women
- Rikki Tikki
- Beulah Darling
- Calabash Alley
- Mastana Bahar
- Community Dateline
- 12 & Under
- Treasured Classics
- Forever Classics
- Indian Variety
- Indian Cultural Magazine
- Party Flava by Request
- Calypso Showcase
- Steelband Concert
- Planet Bollywood
- Zingray
- The Issues Live
- Best Village Competition
- Scouting for Talent

Il notiziario dell'emittente, Panorama, resta un'icona a Trinidad e Tobago, anche dopo avere cessato di andare in onda. Per 29 anni è stato l'unico notiziario serale nel Paese.
Contemporaneamente al rilancio di TTT nel 2018, debuttarono nuovi programmi, tra i quali: 
- TTT News
- NOW Morning Show
- Got Carnival
- Video Vibe
- Indigenous Bites with Wendy Rahamut
- Miss Supranational
- Mister Supranational